# Tirando
Tirando bezeichnet eine Anschlagtechnik der Gitarre. Sie unterscheidet sich durch ihre Ausführung als freier Anschlag von der Technik des Apoyando.

## Technik und Klang
Beim Tirando-Anschlag (von spanisch tirar ‚ziehen, zupfen‘), auch „freier Anschlag“ genannt, bewegt sich der Finger so über die zu spielende Saite, dass der Finger nach dem Anschlag nicht auf der nächsttieferen Saite zum Aufliegen kommt. 
Die mit Tirando produzierten Töne sind obertonreicher als mit der Technik des Apoyando produzierte Töne.